# Plancton

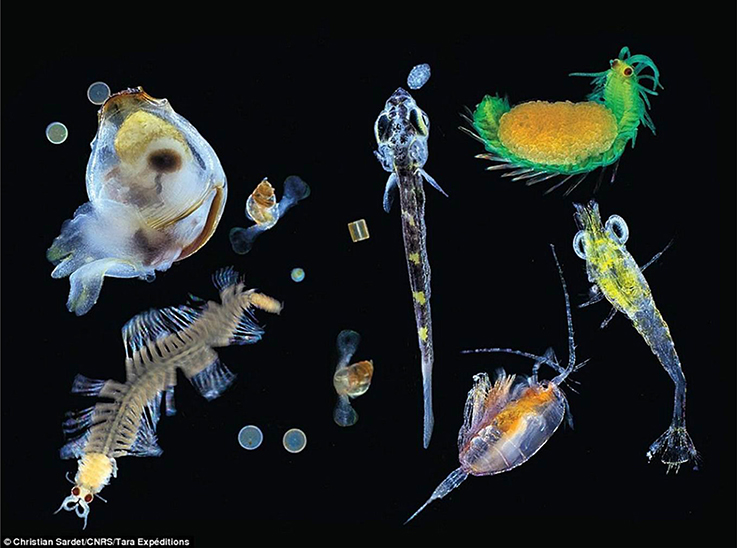
Varie forme in cui si presenta il plancton.

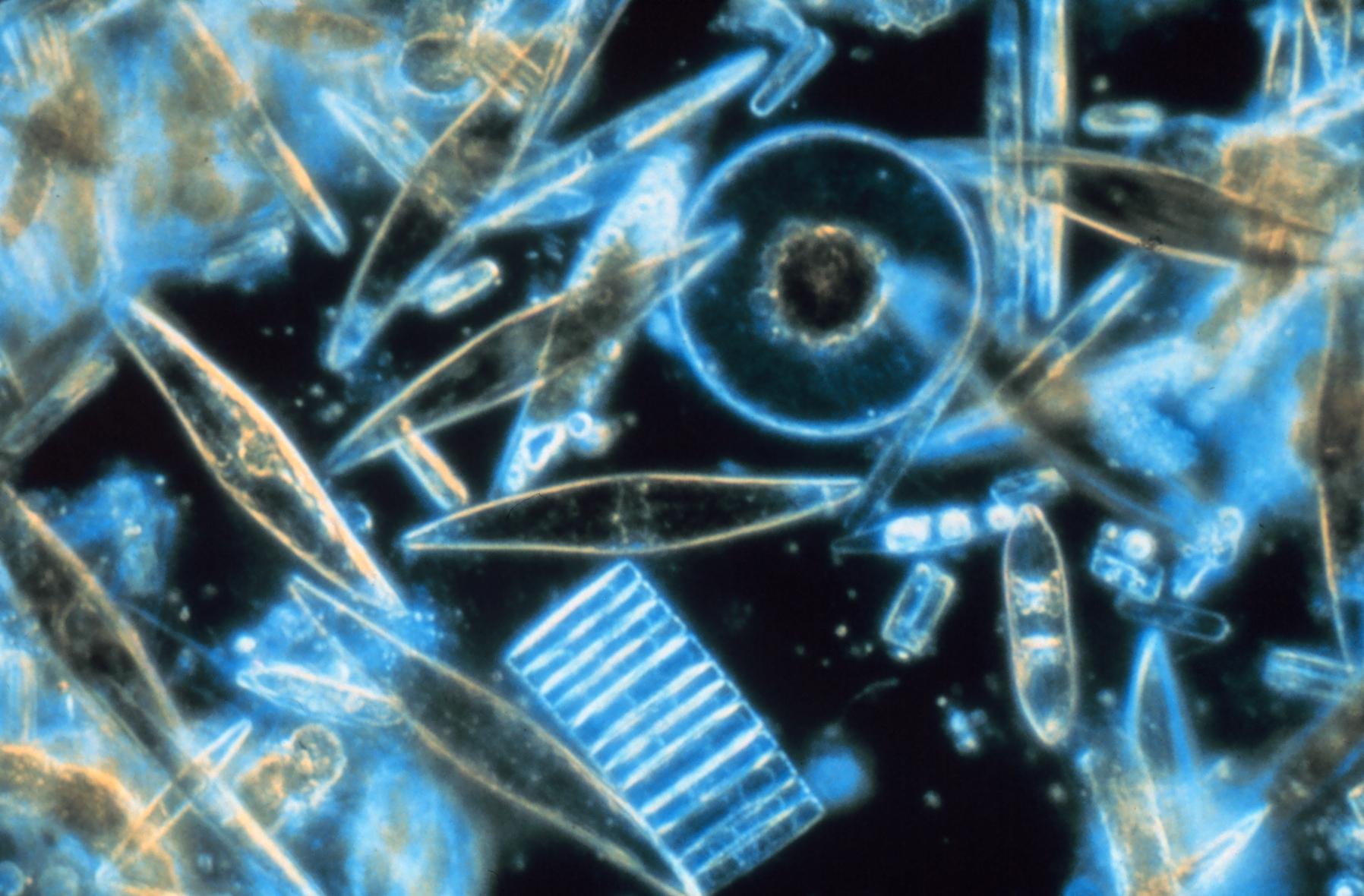
Diatomee marine osservate al microscopio.

Il plancton (dal greco antico πλαγκτόν?, planktón, ossia vagabondo) è la categoria ecologica che comprende il complesso di organismi acquatici galleggianti che, non essendo in grado di dirigere attivamente il loro movimento (almeno in senso orizzontale), vengono trasportati passivamente dalle correnti e dal moto ondoso.
Per queste sue caratteristiche, il plancton si distingue dal necton, il complesso di organismi viventi nella colonna d'acqua e dotati di nuoto attivo, e dal benthos, costituito dagli organismi abitanti i fondali e con i quali mantengono uno stretto rapporto di carattere trofico.
Il plancton comprende sia organismi vegetali (fitoplancton) che animali (zooplancton) di varie dimensioni; microorganismi (unicellulari, protozoi etc.), larve, piccoli animali (come i crostacei che formano il krill), ma anche organismi di una certa mole come meduse e alghe pluricellulari (quali i sargassi).
La branca della biologia che si occupa dello studio di questi organismi, comprese le interrelazioni ed interdipendenze con l'ambiente fisico, chimico e biologico circostante, viene definita planctologia.
L'insieme degli esseri viventi formante il plancton è caratterizzato da un alto tasso di biodiversità specifica, per il quale è possibile analizzare e distinguere organismi di diversa forma e dimensione, dotati di vari adattamenti e differenti anche per ciclo biologico e per le modalità con cui si procurano energia.
Il termine plancton fu coniato dal biologo tedesco Victor Hensen.

## Adattamenti alla vita planctonica
Come tutti gli esseri viventi (se si esclude la presenza dell'aria negli organi), anche gli organismi planctonici hanno una densità maggiore di quella dell'acqua, dovuta alla costituzione del citoplasma cellulare, la cui densità si aggira tra 1,02 e 1,06. 
Nonostante questo fattore, il plancton riesce ad ostacolare la tendenza a cadere sul fondo grazie ad una serie di adattamenti di varia natura, che ne permettono il galleggiamento.
Uno di questi, sicuramente il più importante, è la forma del corpo, che offre una certa resistenza alla caduta tanto più ampia è la sua superficie rispetto al volume che occupa. La presenza di tentacoli, ciglia, flagelli, espansioni laminari o filiformi e le associazioni di alghe monocellulari in colonie filamentose con struttura a catena sono solo alcuni degli adattamenti con cui si realizza questo vantaggio.
La diminuzione del peso specifico può avvenire anche grazie alla presenza di vacuoli riempiti d'aria o da gas, grassi ed oli che l'organismo stesso produce e mantiene all'interno del suo corpo. La velocità di caduta è contrastata anche dai deboli movimenti propri che possono avvenire per contrazione del corpo (come per le meduse) oppure grazie al movimento di ciglia, tentacoli ed altri organi locomotori.

## Ciclo biologico

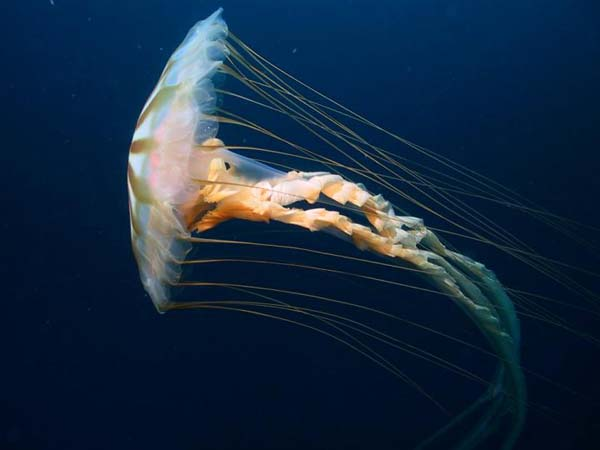
Una medusa scifozoa del genere Chrysaora.

In base alle modalità con le quali si può svolgere il ciclo vitale, è possibile suddividere gli organismi planctonici in due grandi categorie: l'oloplancton e il meroplancton.
Gli organismi oloplantonici trascorrono la loro intera esistenza galleggiando passivamente nell'ambiente pelagico e, quindi, in ogni stadio della loro vita contribuiscono alla densità del popolamento planctonico. Fanno parte dell'oloplancton diversi tipi di alghe, uni- e pluricellulari, e di Protozoi, gli Cnidari come i Sifonofori ed alcuni Scifozoi, la quasi totalità degli Ctenofori, i Rotiferi, vari gruppi di Crostacei, alcuni Molluschi Gasteropodi, i Chetognati, molti Tunicati e l'oloturoide Pelagothuria natatrix come rappresentante degli Echinodermi.

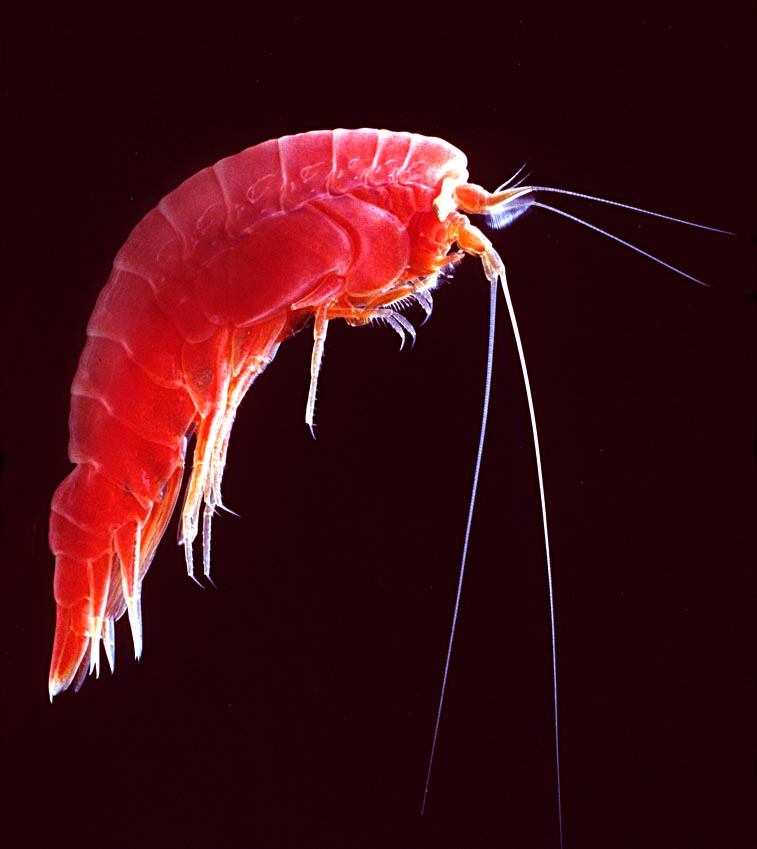
Un crostaceo anfipode.

Gli organismi meroplanctonici vivono solo una parte della loro vita allo stadio planctonico, preceduto o sostituito in forma adulta da quello bentonico o nectonico. Il meroplancton è costituito in prevalenza da gameti, larve di animali e spore di piante bentoniche e, per questa caratteristica, la sua densità e biodiversità sono fortemente influenzate dalle differenti stagioni riproduttive del popolamento acquatico.

Esempi di meroplancton sono: le larve delle Spugne e dei Molluschi che, in seguito, si depositano sul fondo divenendo bentonici; le actinule, le efire e lo stadio di medusa degli Cnidari, quando questo si alterna allo stadio sessile o sedentario di polipo; i vari stadi larvali dei Pesci che, in forma adulta, si trasferiscono nel necton o nel benthos. Briozoi, Anellidi, Artropodi, Echinodermi, Tunicati e molti altri phyla animali sono anch'essi presenti nel plancton in varie forme larvali.

## Dimensioni

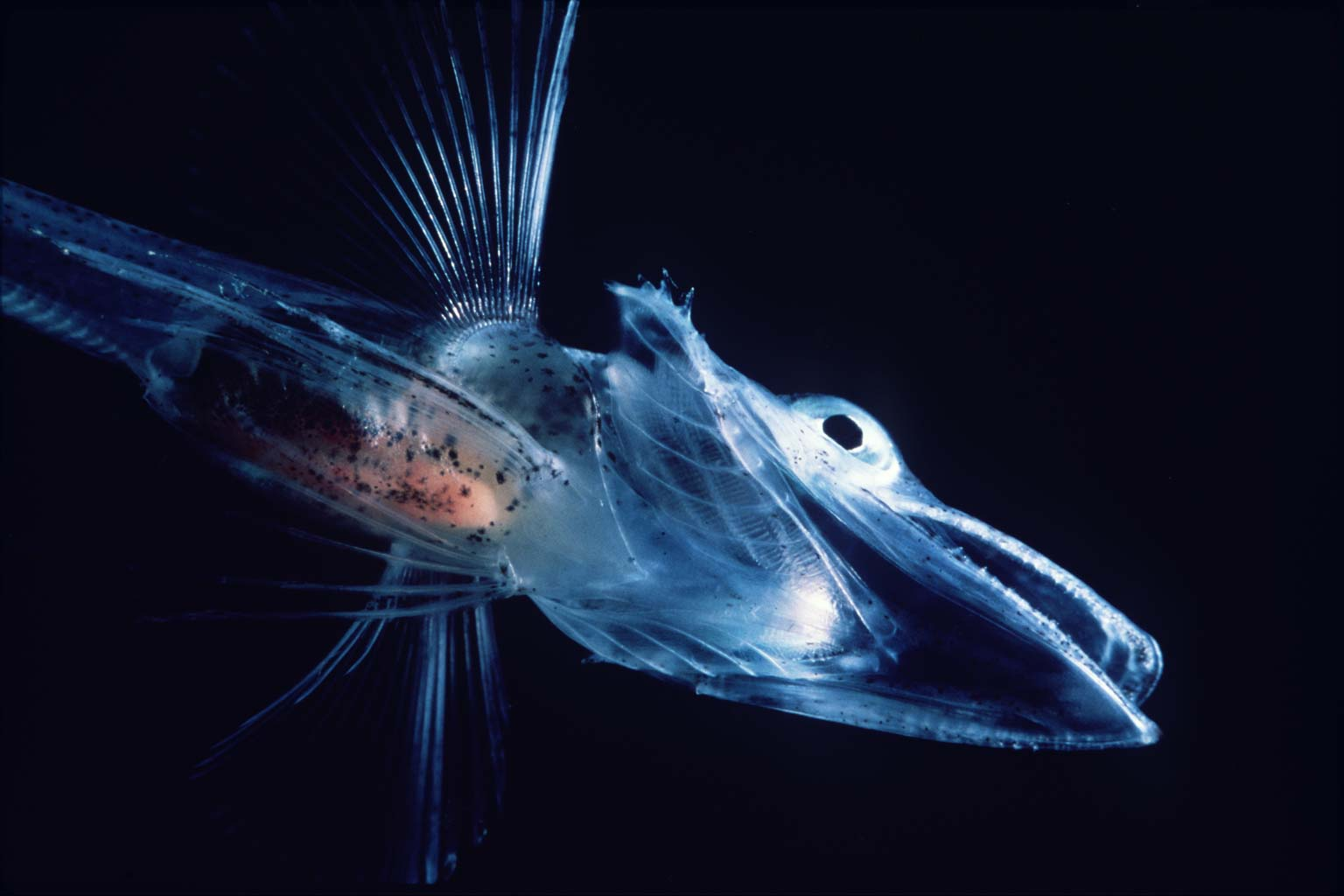
Larva di un pesce ghiaccio (icefish).

Il plancton viene spesso descritto in termini di dimensioni. Solitamente vengono usate le seguenti suddivisioni:
- Megaplancton, 2×10−1→2×100 m (20–200 cm)
- Macroplancton, 2×10−2→2×10−1 m (2–20 cm)
- Mesoplancton, 2×10−4→2×10−2 m (0.2 mm-2 cm)
- Microplancton, 2×10−5→2×10−4 m (20-200 µm)
- Nanoplancton, 2×10−6→2×10−5 m (2-20 µm)
- Picoplancton, 2×10−7→2×10−6 m (0.2-2 µm), include molti batteri
- Femtoplancton, < 2×10−7 m, (< 0.2 µm), costituito dai virus.

Alcune di queste suddivisioni, specialmente quelle di grandezza maggiore, vengono a volte utilizzate con diversa scala di valori.

L'esistenza e l'importanza del nanoplancton e delle categorie inferiori è stata scoperta solo negli anni 80.

## Nutrizione

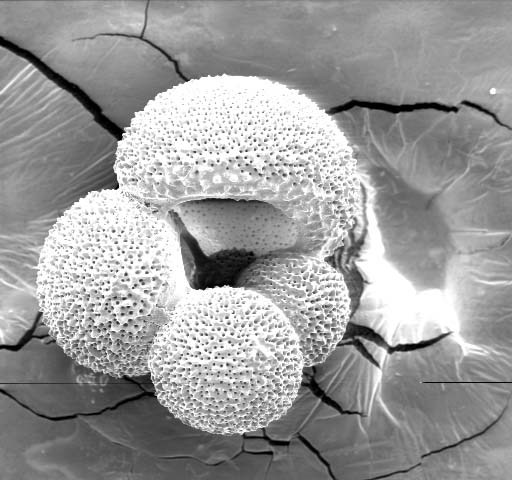
Globigerina bulloides, microforaminifero planctonico con guscio calcareo.

Analizzando le diverse modalità con le quali gli organismi si procurano l'energia necessaria per il proprio metabolismo, è possibile individuare nel plancton i tre principali livelli trofici della catena alimentare: produttore, consumatore e decompositore.
La produzione è affidata al fitoplancton, composto da varie specie di alghe mono- e pluricellulari che, come tutti gli organismi autotrofi fotosintetici (ad esempio le piante terrestri), riescono a sintetizzare la materia organica utilizzando le sostanze inorganiche disciolte nell'acqua e la radiazione solare come fonte di energia. Per questa caratteristica il fitoplancton si trova alla base della catena alimentare nella stragrande maggioranza degli ecosistemi acquatici
Il ruolo di consumatori è invece svolto dallo zooplancton, comprendente i Protozoi e gli Animali; organismi eterotrofi che devono necessariamente cibarsi di altri organismi per sfruttare così l'energia immagazzinata nella materia organica delle loro prede.
Ultimo, ma non per importanza, è il livello trofico occupato dal bacterioplancton, costituito dai batteri galleggianti nella colonna d'acqua, i quali ottengono energia attraverso la decomposizione della necromassa e restituiscono all'ambiente acquatico le sostanze inorganiche che verranno riutilizzate dal fitoplancton.
Si deve puntualizzare che questo schema di suddivisione non presenta dei confini del tutto netti. Infatti, alcune specie di Protisti hanno la capacità di comportarsi sia da produttori fotosintetici che da consumatori eterotrofi a seconda delle circostanze (mixotrofia)..

## Distribuzione
Il plancton è presente sia nelle acque salate (mari ed oceani) che negli ambienti dulciacquicoli come i laghi, le paludi ed i fiumi a decorso molto lento.
La concentrazione del fitoplancton dipende strettamente dall'intensità della radiazione luminosa e dalla quantità di nutrienti presenti. La sua biodiversità è influenzata invece dalla salinità e dalla temperatura. Anche il movimento delle correnti e la concentrazione di zooplancton erbivoro svolgono un ruolo importante nella sua distribuzione.
Per il suo metabolismo basato sulla fotosintesi, il fitoplancton si trova maggiormente concentrato negli strati superficiali fin dove i raggi solari riescono a penetrare (zona eufotica). Non tollerando però un'eccessiva radiazione solare, tipica delle zone intertropicali e di quelle temperate nella stagione estiva, in queste regioni gli organismi fitoplanctonici raggiungono la massima densità qualche metro al di sotto della superficie marina, dove le condizioni sono più favorevoli al loro sviluppo.
Non essendo condizionato dalla luce, lo zooplancton è invece presente in tutta la colonna d'acqua, dalla superficie alle zone profonde, e la ripartizione verticale dipende principalmente dalla diversa tolleranza alla temperatura, la quale decresce verso il fondo, dal tipo di alimentazione e dalle esigenze riproduttive.
Gli organismi fitofagi si localizzano in prossimità della superficie dove il fitoplancton è più abbondante; le specie necrofaghe sono maggiormente presenti nella regione meno luminosa, dove si cibano degli organismi morti che tendono a cadere sul fondo.

Molti organismi, che durante il dì risiedono in profondità, nella notte risalgono in superficie provocando un notevole aumento del popolamento acquatico.
La distribuzione dello zooplancton dipende anche dalla presenza di un'area riproduttiva, che, durante la stagione appropriata, con la riunione della popolazione e la conseguente produzione di larve e spore, incrementerà la sua concentrazione.

## Campionamento e studio
Il plancton viene campionato essenzialmente con il retino da plancton con maglie di misura idonea a trattenere gli individui dei gruppi tassonomici di maggior interesse.
Per organismi troppo piccoli o che, comunque, non incappano nei comuni retini si usa la bottiglia di Niskin, una bottiglia che può essere aperta e chiusa da bordo alla profondità desiderata e che raccoglie un campione di acqua completo di plancton. Un altro sistema è il campionatore continuo che viene trainato da una imbarcazione e che fissa automaticamente in formalina gli organismi catturati annotando automaticamente profondità e luogo di cattura.